# هارولد بولینگ
هارولد بولینگ (انگلیسی: Harold Bulling؛ ۱۸۹۰ – ۹ نوامبر ۱۹۳۳) بازیکن فوتبال بود.